# Coppa del Mondo giovani di slittino 1998
La Coppa del Mondo giovani di slittino 1997/1998 fu la prima edizione del circuito mondiale dello slittino relativo alla categoria giovani -che all'epoca veniva indicata come juniores I-, manifestazione organizzata annualmente dalla FIL; iniziò a La Plagne in Francia e si concluse ad Innsbruck in Austria e si svolse in contemporanea alla medesima competizione riservata agli juniores. Si disputarono dieci gare: cinque prove nel singolo donne ed altrettante nel singolo uomini in cinque differenti località; per stilare la graduatoria finale venne scartato il peggior risultato di coloro che disputarono tutte le tappe.
Le coppe di cristallo, trofeo conferito ai vincitori del circuito, furono assegnate alla statunitense Ashley Hayden per quanto concerne il singolo donne e, parimerito, al connazionale Andrew McConnell ed al tedesco David Möller nel singolo uomini.

## Calendario
| Tappa  | Località             | Pista                           | Data                | Singolo | Singolo |
| Tappa  | Località             | Pista                           | Data                | Donne   | Uomini  |
| ------ | -------------------- | ------------------------------- | ------------------- | ------- | ------- |
| 1      | La Plagne            | Pista di La Plagne              | N/D                 | ●       | ●       |
| 2      | Winterberg           | Eisarena Winterberg             | 6–7 dicembre 1997   | ●       | ●       |
| 3      | Altenberg            | Eiskanal Altenberg              | 13–14 dicembre 1997 | ●       | ●       |
| 4      | Schönau am Königssee | Eisarena Königssee              | 21 dicembre 1997    | ●       | ●       |
| 5      | Innsbruck            | Olympia Eiskanal Innsbruck-Igls | N/D                 | ●       | ●       |
| Totale | Totale               | Totale                          | Totale              | 5       | 5       |

## Risultati

### Singolo donne
| Data                | Località             | Nazione  | Prima classificata        | Seconda classificata        | Terza classificata          | RU    |
| ------------------- | -------------------- | -------- | ------------------------- | --------------------------- | --------------------------- | ----- |
| N/D                 | La Plagne            | Francia  | Ashley Hayden Stati Uniti | Nicole Oliveira Stati Uniti | Agnieszka Niebieska Polonia |       |
| 7 dicembre 1997     | Winterberg           | Germania | Katrin Maltan Germania    | Ashley Hayden Stati Uniti   | Anna Tielke Germania        | [ 1 ] |
| 13–14 dicembre 1997 | Altenberg            | Germania | Ashley Hayden Stati Uniti | Anna Tielke Germania        | Brit Reckzeh Germania       | [ 2 ] |
| 21 dicembre 1997    | Schönau am Königssee | Germania | Ashley Hayden Stati Uniti | Nicole Oliveira Stati Uniti | Anna Tielke Germania        | [ 3 ] |
| N/D                 | Innsbruck            | Austria  | N/D                       | N/D                         | N/D                         |       |

### Singolo uomini
| Data                | Località             | Nazione  | Primo classificato           | Secondo classificato  | Terzo classificato           | RU    |
| ------------------- | -------------------- | -------- | ---------------------------- | --------------------- | ---------------------------- | ----- |
| N/D                 | La Plagne            | Francia  | Andrew McConnell Stati Uniti | Grant Albrecht Canada | Patrick Anderson Stati Uniti |       |
| 6 dicembre 1997     | Winterberg           | Germania | Christian Pfalz Germania     | David Möller Germania | Patrick Schürer Germania     | [ 1 ] |
| 13–14 dicembre 1997 | Altenberg            | Germania | Patrick Schürer Germania     | David Möller Germania | Jon Laflam Stati Uniti       | [ 2 ] |
| 21 dicembre 1997    | Schönau am Königssee | Germania | Patrick Schürer Germania     | David Möller Germania | Aleksej Gorlačëv Russia      | [ 3 ] |
| N/D                 | Innsbruck            | Austria  | N/D                          | N/D                   | N/D                          |       |

## Classifiche

### Singolo donne
| Pos. | Nome          | Nazione     | Risultati ottenuti | Risultati ottenuti | Risultati ottenuti | Risultati ottenuti | Risultati ottenuti | Punti totali |
| Pos. | Nome          | Nazione     | LAP                | WIN                | ALT                | KÖN                | INN                | Punti totali |
| ---- | ------------- | ----------- | ------------------ | ------------------ | ------------------ | ------------------ | ------------------ | ------------ |
| 1    | Ashley Hayden | Stati Uniti | 1                  | 2                  | 1                  | 1                  | N/D                | N/D          |
| 2    | Anna Tielke   | Germania    | –                  | 3                  | 2                  | 3                  | N/D                | N/D          |
| 3    | Katrin Maltan | Germania    | –                  | 1                  | 4                  | 4                  | N/D                | N/D          |

### Singolo uomini
| Pos. | Nome             | Nazione     | Risultati ottenuti | Risultati ottenuti | Risultati ottenuti | Risultati ottenuti | Risultati ottenuti | Punti totali |
| Pos. | Nome             | Nazione     | LAP                | WIN                | ALT                | KÖN                | INN                | Punti totali |
| ---- | ---------------- | ----------- | ------------------ | ------------------ | ------------------ | ------------------ | ------------------ | ------------ |
| 1    | Andrew McConnell | Stati Uniti | 1                  | 4                  | 7                  | 4                  | N/D                | N/D          |
| 1    | David Möller     | Germania    | –                  | 2                  | 2                  | 2                  | N/D                | N/D          |
| 3    | Patrick Schürer  | Germania    | –                  | 3                  | 1                  | 1                  | N/D                | N/D          |